# تيبازة الموريطنية
على بعد 70 كم غرب مدينة الجزائر، في وسط مدينة تيبازة الساحلية، هي أنقاض المدينة الرومانية: تيبازة الموريتانية. تم الإعلان عن الموقع الأثري كموقع للتراث العالمي من قبل اليونسكو في عام 2002، ووصف الموقع بأنه «واحد من أكثر المجمعات الأثرية استثنائية في المنطقة المغاربية»، يعكس بشكل كبير الاتصالات بين الأمازيغ وموجات الاستعمار البونيقية والرومانية بين القرن 6 ق م، والقرن 6.

## تاريخ

موقع تيبازة في أفريقيا الرومانية.

### أصل الكلمة
على نتوء مأوى في جبل شنوة، أنشأ الفينيقيون موقعا تجاريا في القرن 6 ق م. فمن هذا الأصل تستمد المدينة اسمها وهو ما يعني المرور أو التوقف، ودعاها المسلمون «تفاسد»، أما الفرنسيين أطلقوا عليها اسم تيبازة. وحسب مصادر أخرى، فإن تيبازة هي تشويه للكلمة الأمازيغية تفسا، التي تعني الحجر الرملي أو الحجر الجيري، والتي لا تزال تستخدم في أجزاء كثيرة من المنطقة المغاربية.

### الفترة البونيقية

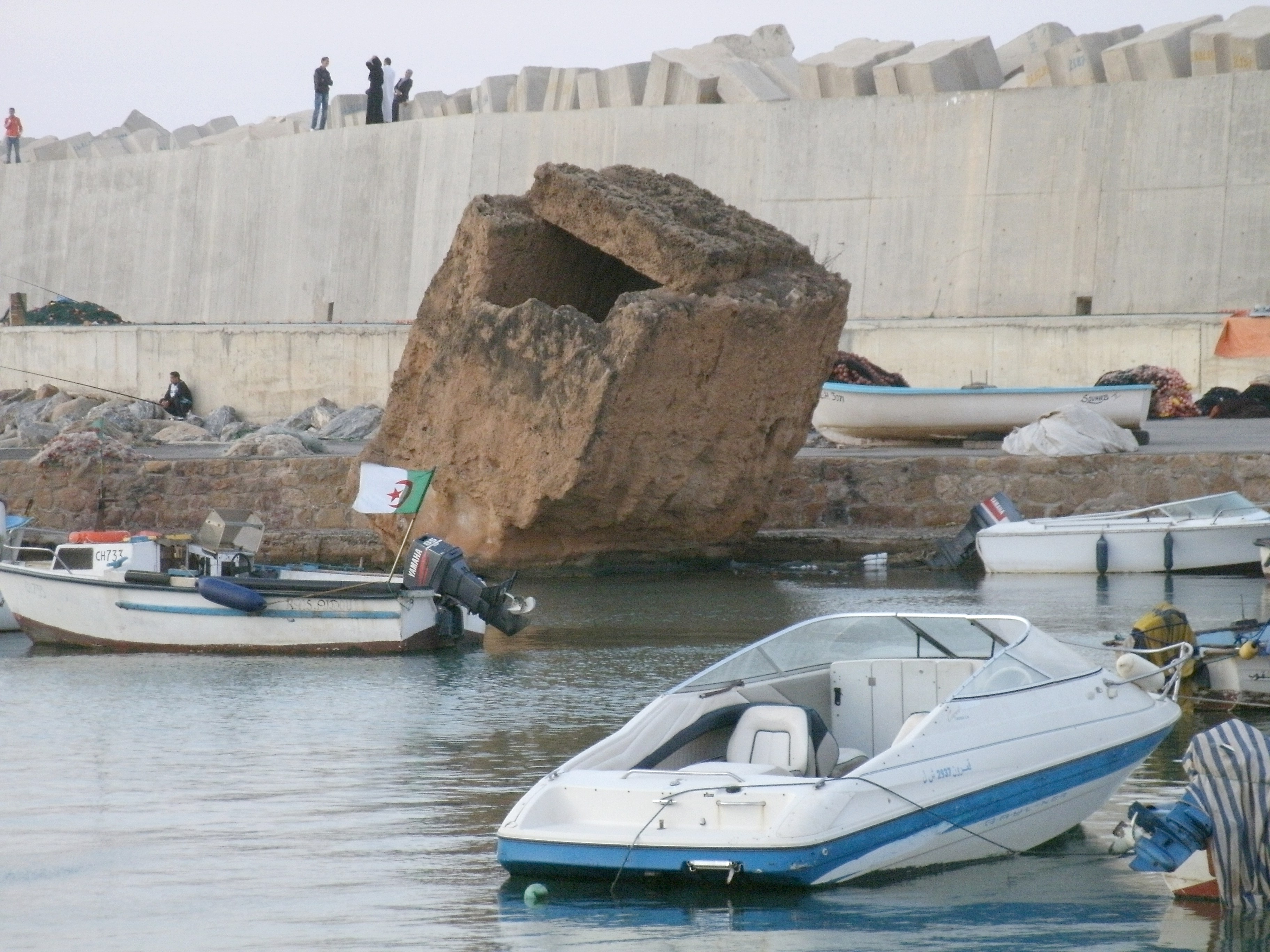
قبو
بونيقي من ميناء تيبازة

اختير العداد كنقطة استراحة بين إكوزيوم (الجزائر العاصمة) والقيصرية (شرشال) لتوفير ملاذ للبحارة في طريقهم إلى أعمدة هرقل (جبل طارق)، نمى العداد وأصبح في القرن 2 ق م مدينة بونيقية حقيقية في قرطاج، مع وجود لوحات تذكارية التي تمثل رموز الفينيقية مثل علامة التانيت والنقود المعدنية القرطاجية النموذجية التي تصور الحصان والنخيل تشهد على تأثير البونيقية على المدينة.

### الفترة النوميدية

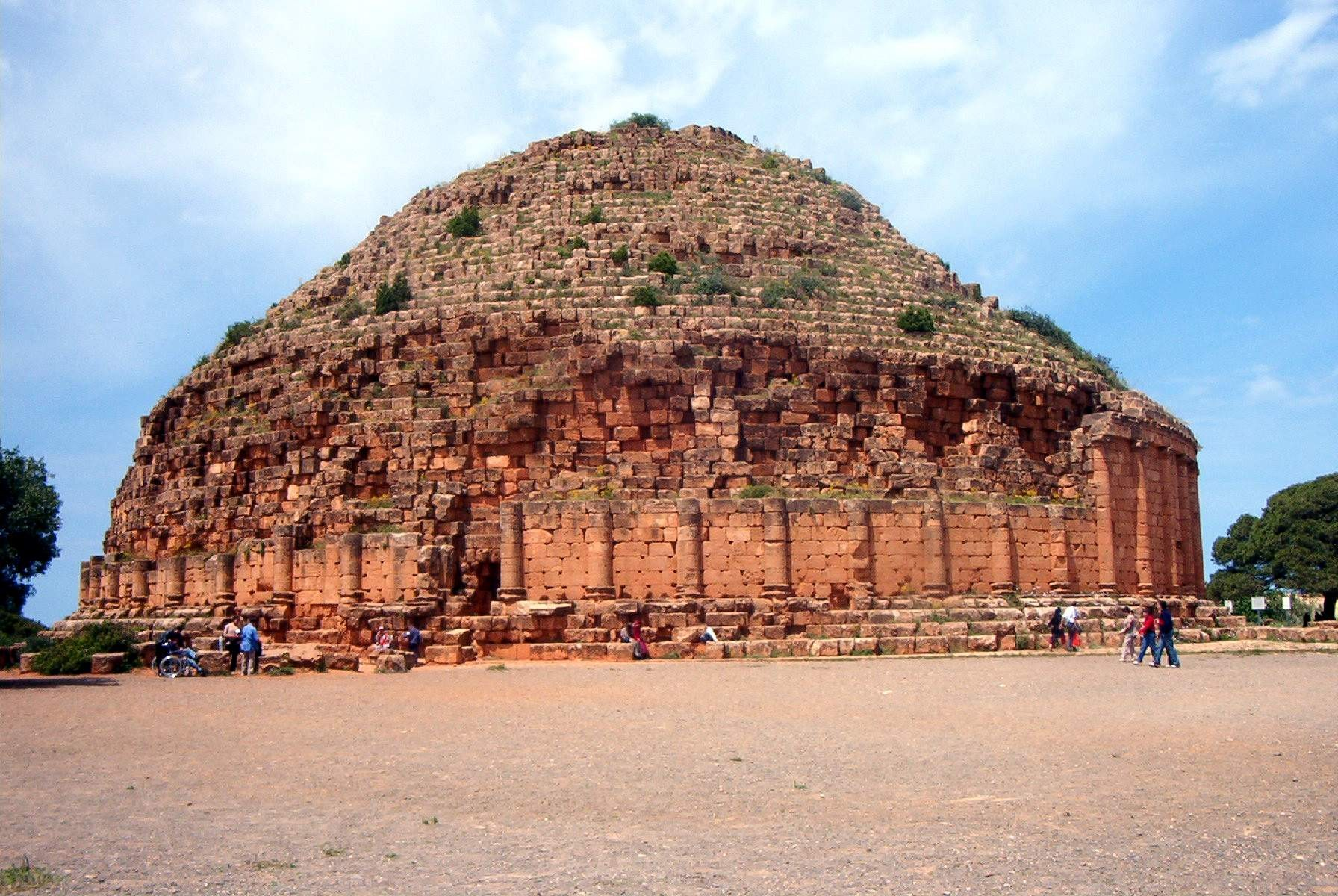
الضريح الملكي الموريتاني على بعد بضعة أميال شرق تيبازة

جزء من قطع خزف كامبانيان، والمصابيح الهلنستية والقطع النقدية التي تمثل ماسينيسا وجوبا الثاني وبطليموس، لا يمكن العثور على نصب تاريخي من هذه الفترة من قبل علماء الآثار، على الأرجح بسبب إعادة الهندسة المعمارية - العصر الروماني. ومع ذلك، وكونها على محور الطريق بين الشرق والغرب من موريتانيا، لم تتمكن المدينة من الهروب من التنافس البربري على هذه الأراضي بين سيفاكس، ماسينيسا، بوتشوس 1، جوبا 1 وبوتشوس الثاني نوميديان الملوك. ومع ذلك، خضعت المدينة لتوسع معين تحت الملك جوبا الثاني وأصبحت، مع عاصمتها قيصرية (قيسارية) حوالي عشرين كيلومترا إلى الغرب، واحدة من مراكز الثقافة اليونانية والرومانية ومركز العبور و تداول نشط.
في القرن 40 قبل الميلاد، بطليموس، ابن جوبا الثاني فو الذي أعدمه كاليجولا وموريتانيا يمر بشكل نهائي تحت الإدارة الرومانية المباشرة.

### الفترة الرومانية

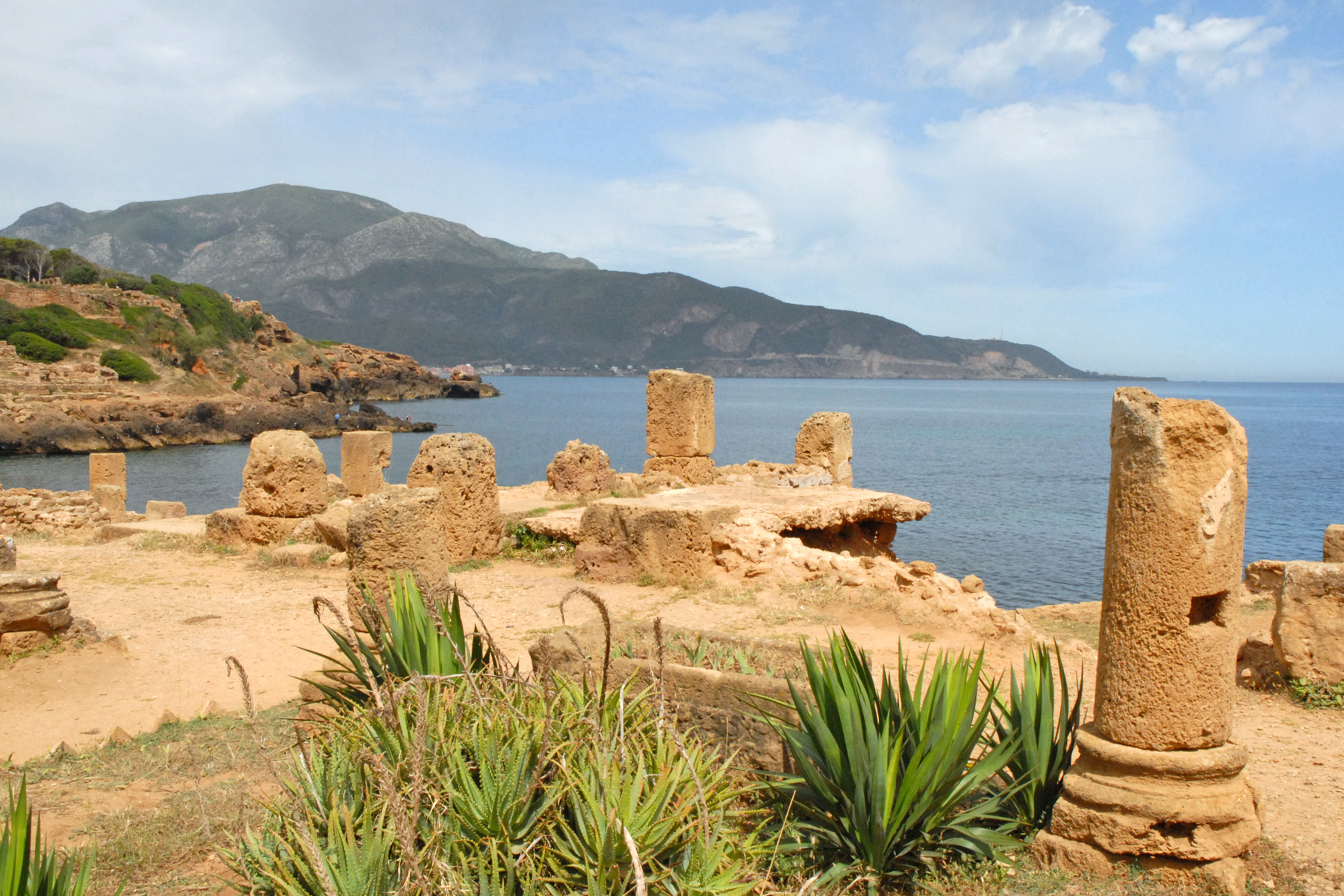
فيلا من اللوحات الجدارية

تحت حكم الإمبراطور الروماني كلوديوس الأول بين 41-54 أبريل. تم تقسيم موريتانيا إلى محافظتين: موريتانيا قيصرية، والتي تأخذ اسمها من عاصمتها قيسارية (الآن شرشال) في إقليم يقابل وسط وغرب الجزائر الحالية، وموريتانيا تينجيتان مع تينجيس (الآن طنجة) عاصمة، على أراضي تقابل شمال المغرب الحالي.
في عام 46، أخذت تيبازة النظام الأساسي للبلدية من اليمين اللاتيني (جوس لاتينوس). في البداية، وتقع البلدة على تلة في الموقع الحالي للمنارة تطل على الميناء القديم ويضم المنازل، والمنتدى، والكنيسة القضائية والكابيتول، وكلها يحدها الضميمة. ثم تمتد المدينة على السهل وعلى التلال الشرقية والغربية مع العديد من المباني العامة والخاصة مثل الفيلا مع اللوحات الجدارية، ويحيط كله من قبل ضميمة أكبر من حوالي 2200 متر، وبالتالي كانت تيباسا رفعت إلى رتبة المستعمرة الرومانية: كولونيا ايليا تيباسنسيس. تستقبل المدينة جميع امتيازات الجنسية الرومانية وفي نهاية القرن الثاني. المدينة هي في ذروتها في أوقات الأنطونيين والشظايا الأخيرة مع عدد السكان، وفقا لتقديرات «مع احتياطي» ستيفان غسيل، إلى 20،000 نسمة تسمى تيباسيتاني أو تيباسنسيس.

## نظرة عامة
على عكس تيمقاد وجميلة التي تشهد أنقاض متماسكة ويمكن قراءتها بسهولة،، تقدم تيبازة موقع مقسم. ويرجع ذلك إلى عدم تطهير المكان وأن جزء كبير من المدينة لا يزال تحت الرواسب. للحصول على أدلة على بقايا الحمامات الحرارية العظيمة، على طول الشارع الذي يربط المتحف إلى الحديقة الأثرية، التي تبلغ قاعدتها أربعة أمتار تحت مستوى سطح الأرض الحالي.
في الحالة الراهنة، أنقاض تقدم نفسها في اثنين من الجماهير العظيمة. الأولى، تقع خارج الجدران، عند مدخل المدينة الحالية، على يمين الطريق الذي يأتي من الجزائر، يتوافق مع مقبرة كبيرة مع كنيسة الجنائزية سانتا سالسا. والثاني هو الحديقة الأثرية، وتقع في الضواحي الغربية للمدينة الحديثة، التي تحتوي على معظم الآثار التي كشف عنها.
بين اثنين، بالقرب من الميناء، المتحف.

## الآثار

### المدرج الروماني

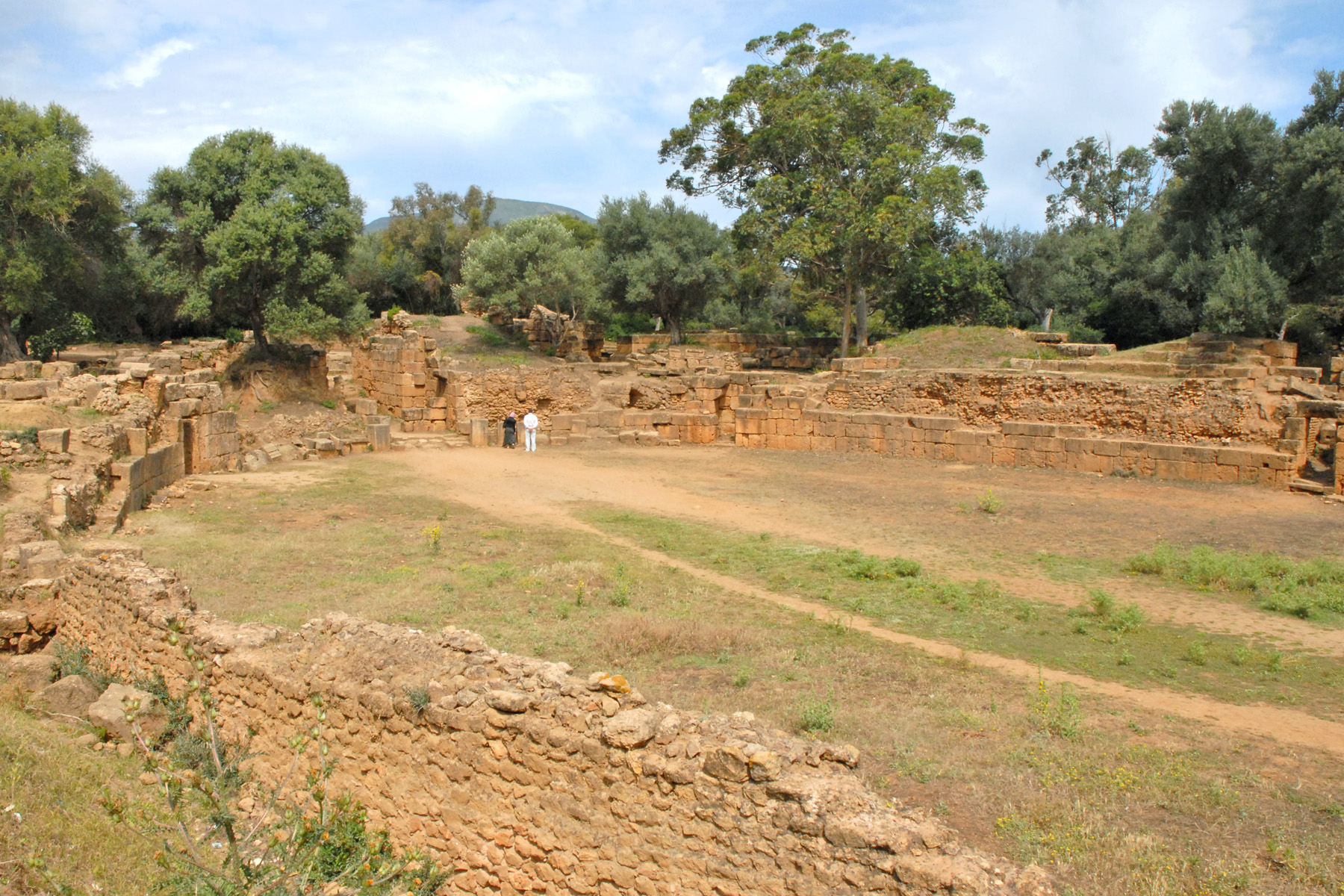
المدرج
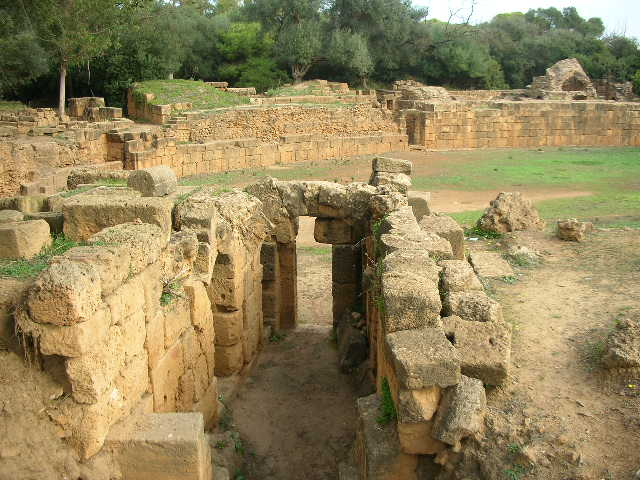
واحدة من بوابات المدرج
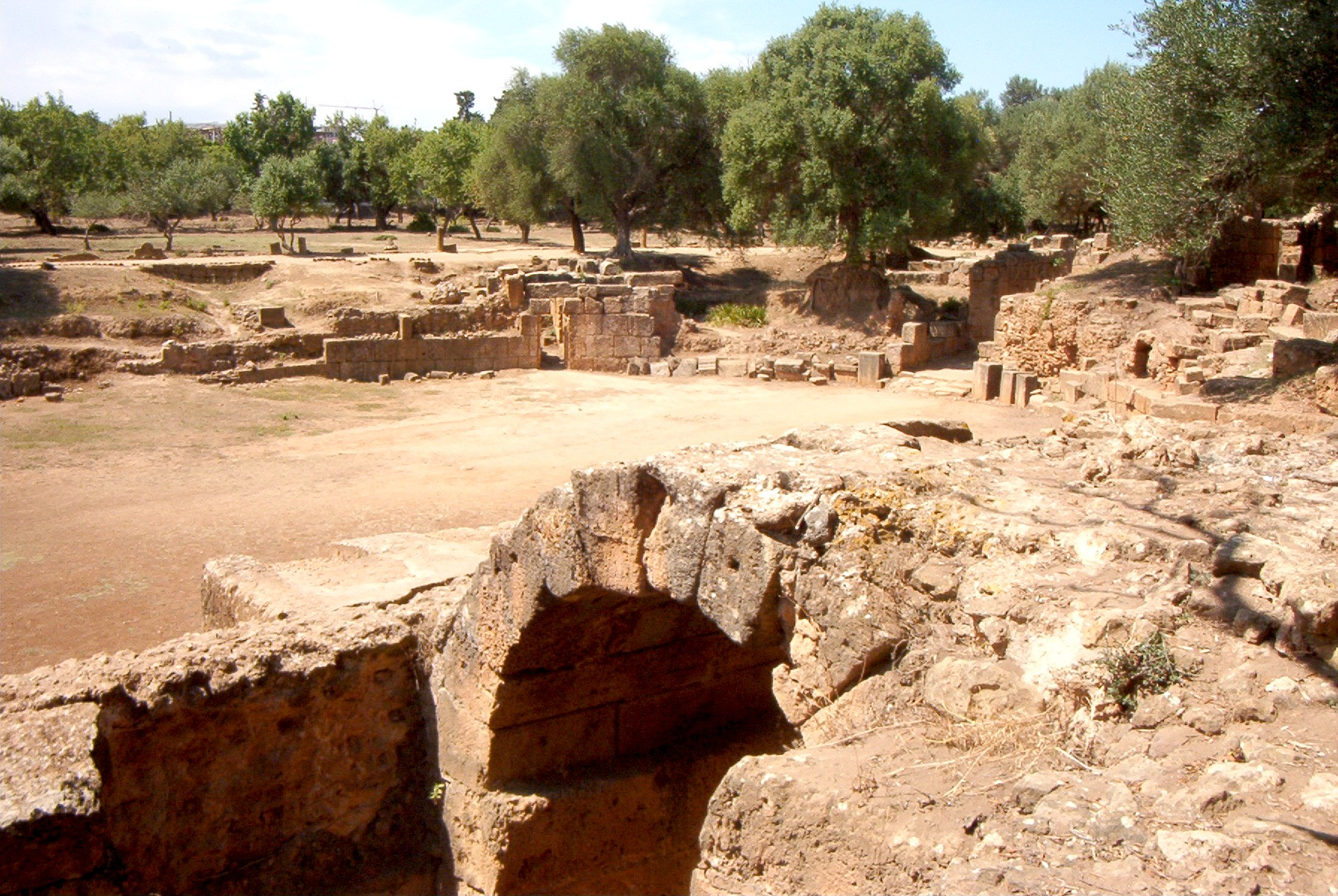
قبو

### المنتدى

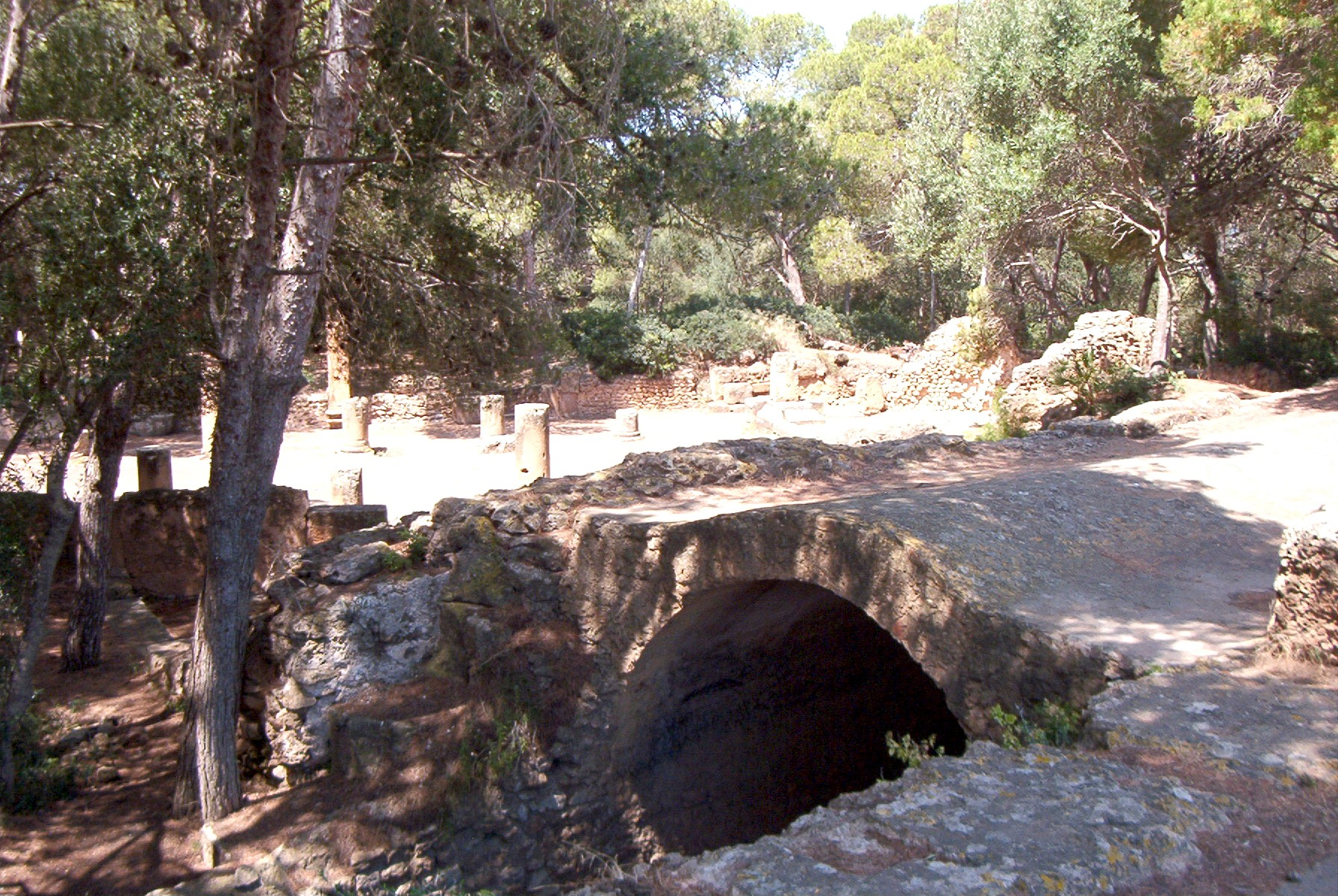
كريبتوبورتيك
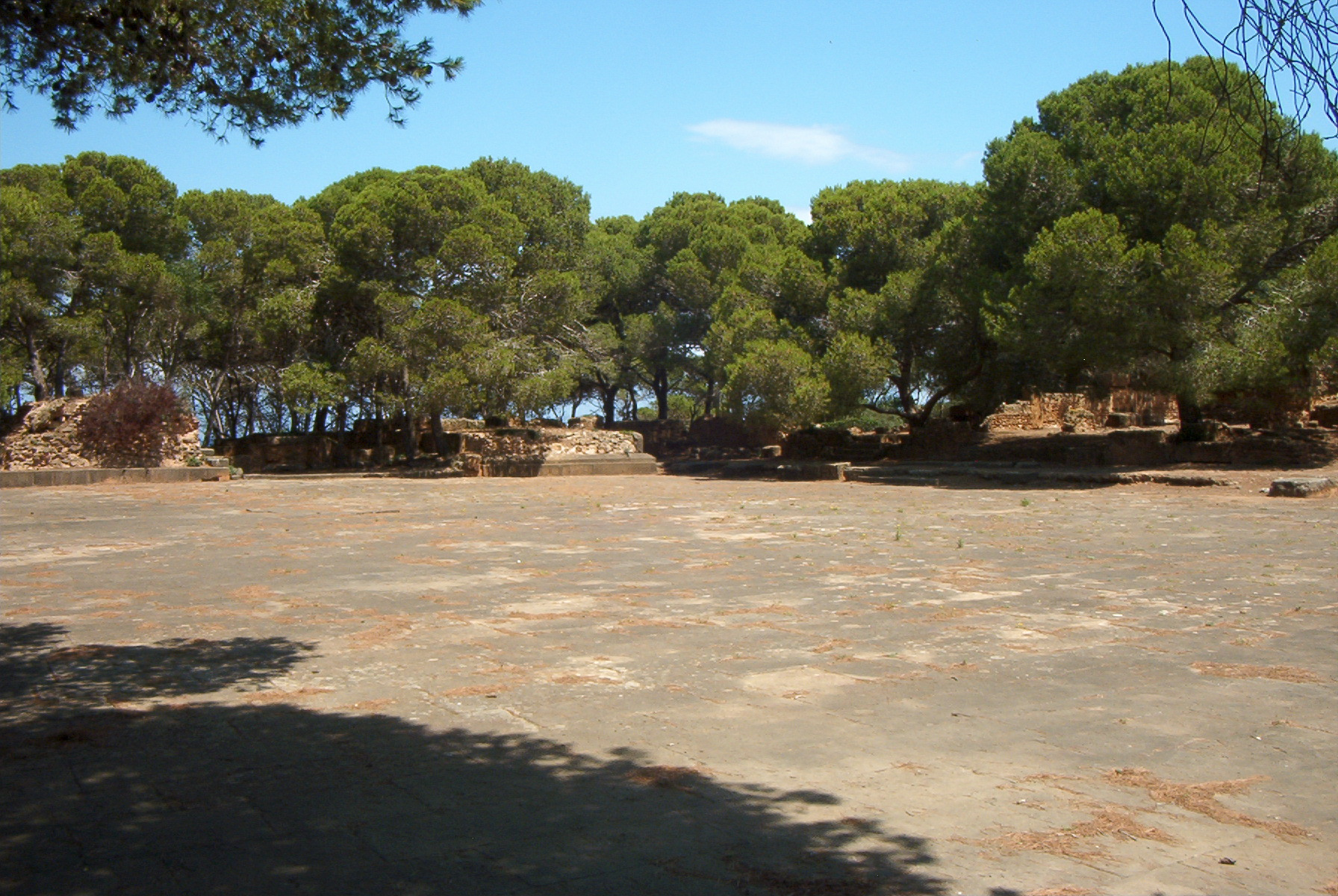
المنتدى
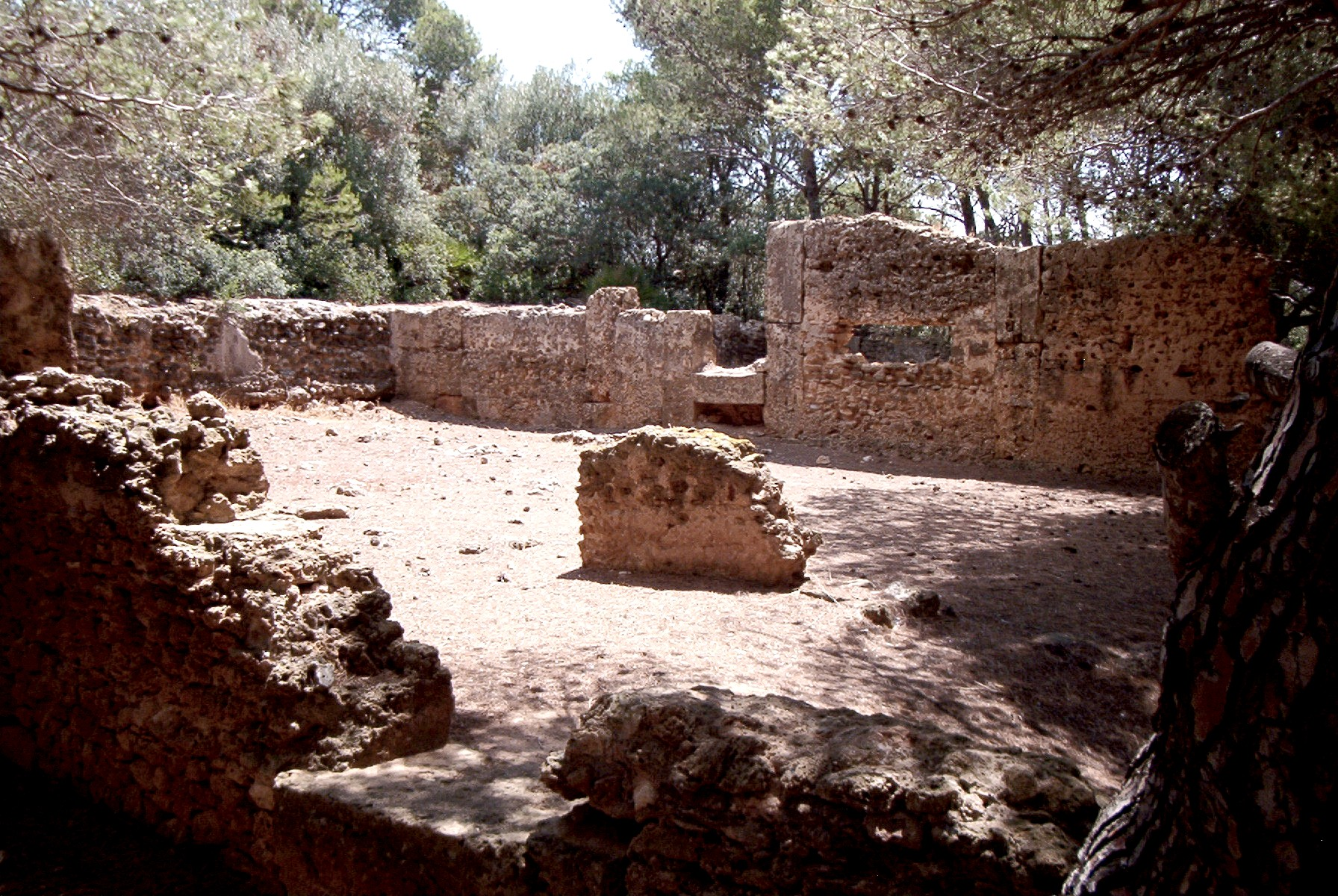
الكوريا
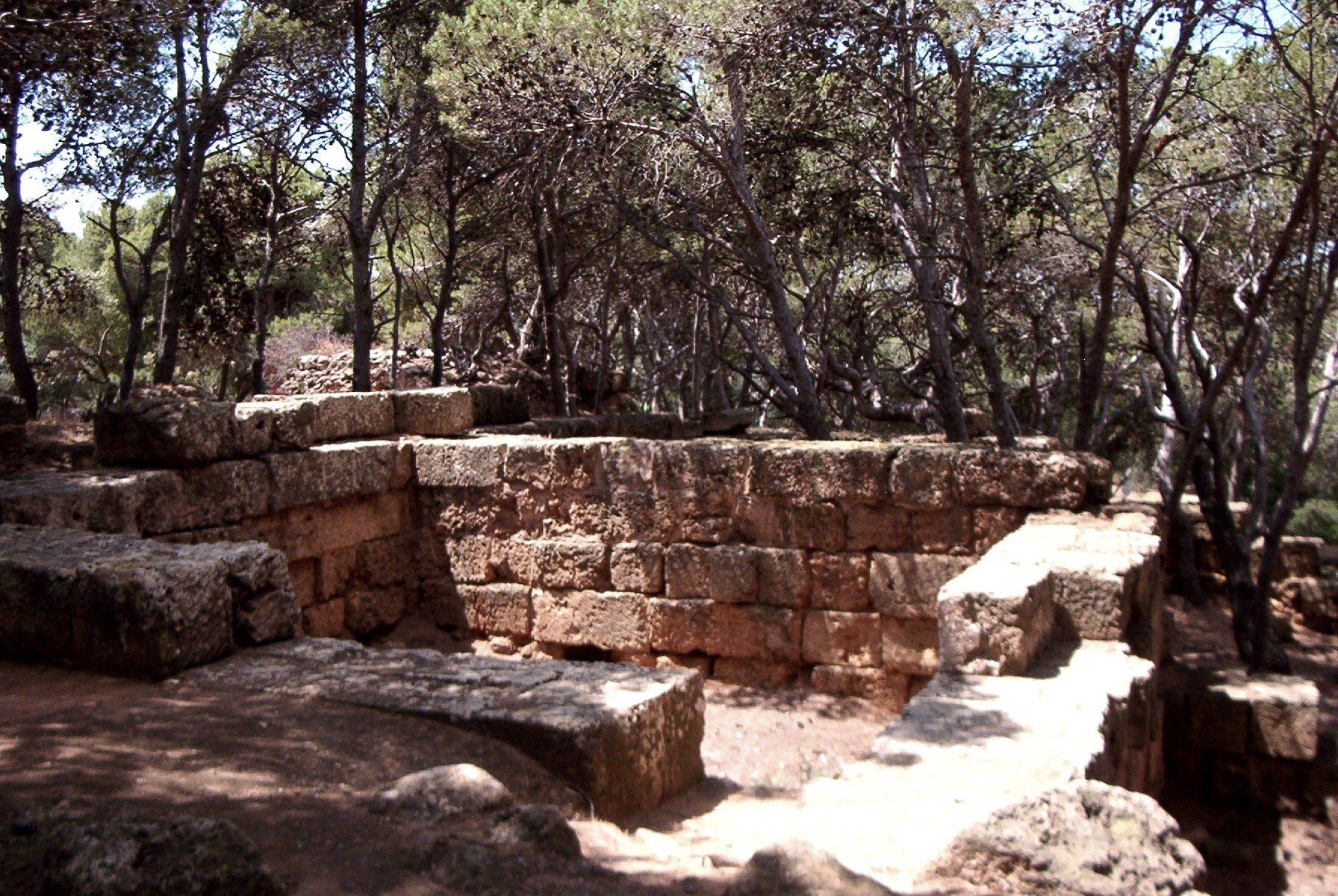
الكابيتول

### الفيلاالجدارية

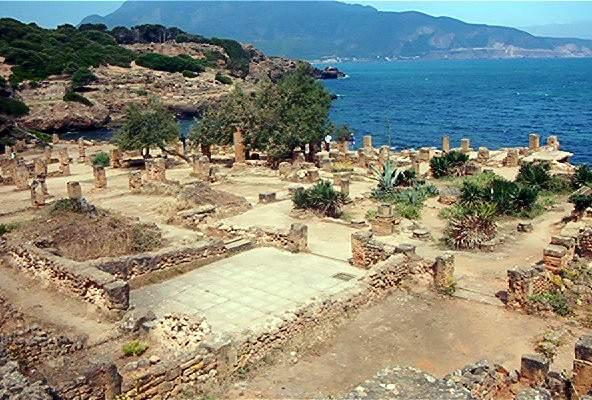
الفيلا الجدراية
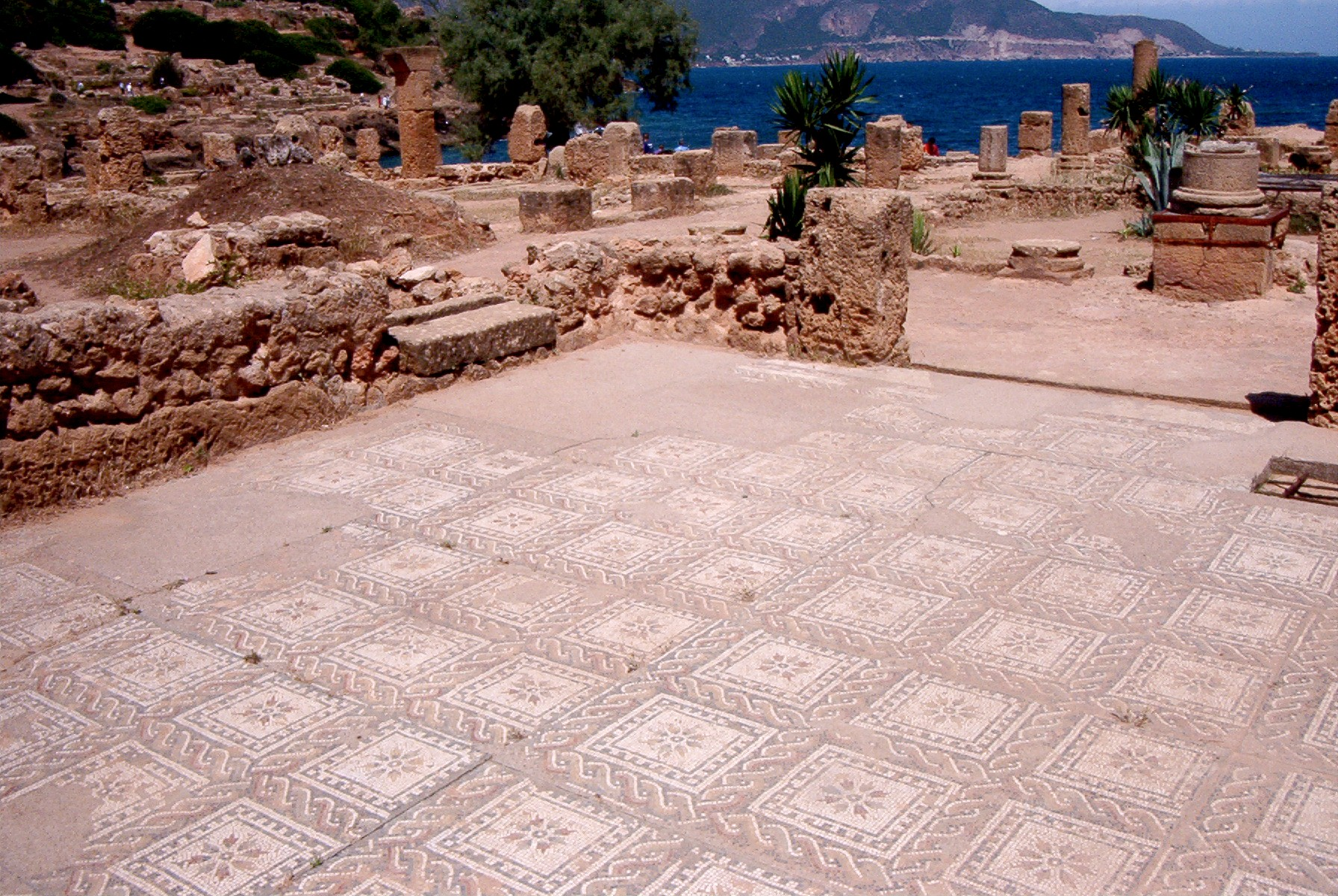
البت الروماني
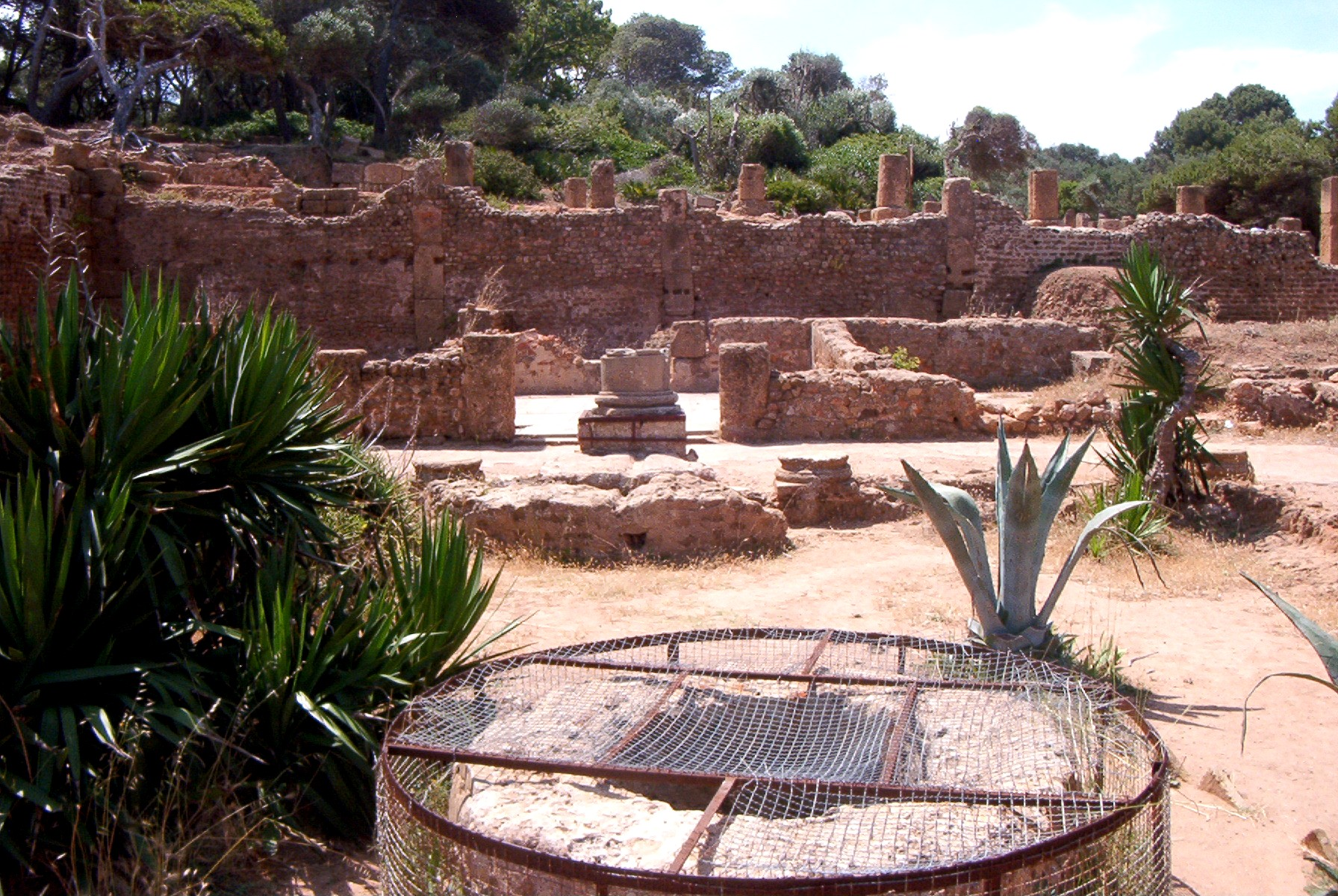
الفناء

### الضريح الدائري

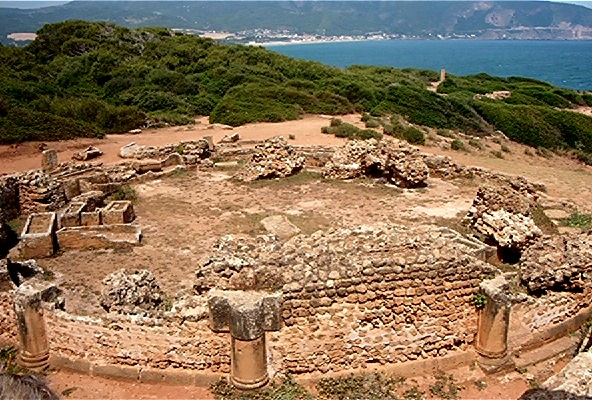
ضريح دائري (منظر من الشرق)
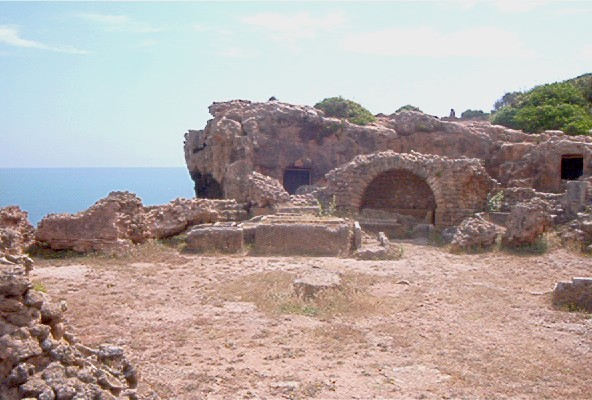
ضريح دائري (منظر من الغرب)
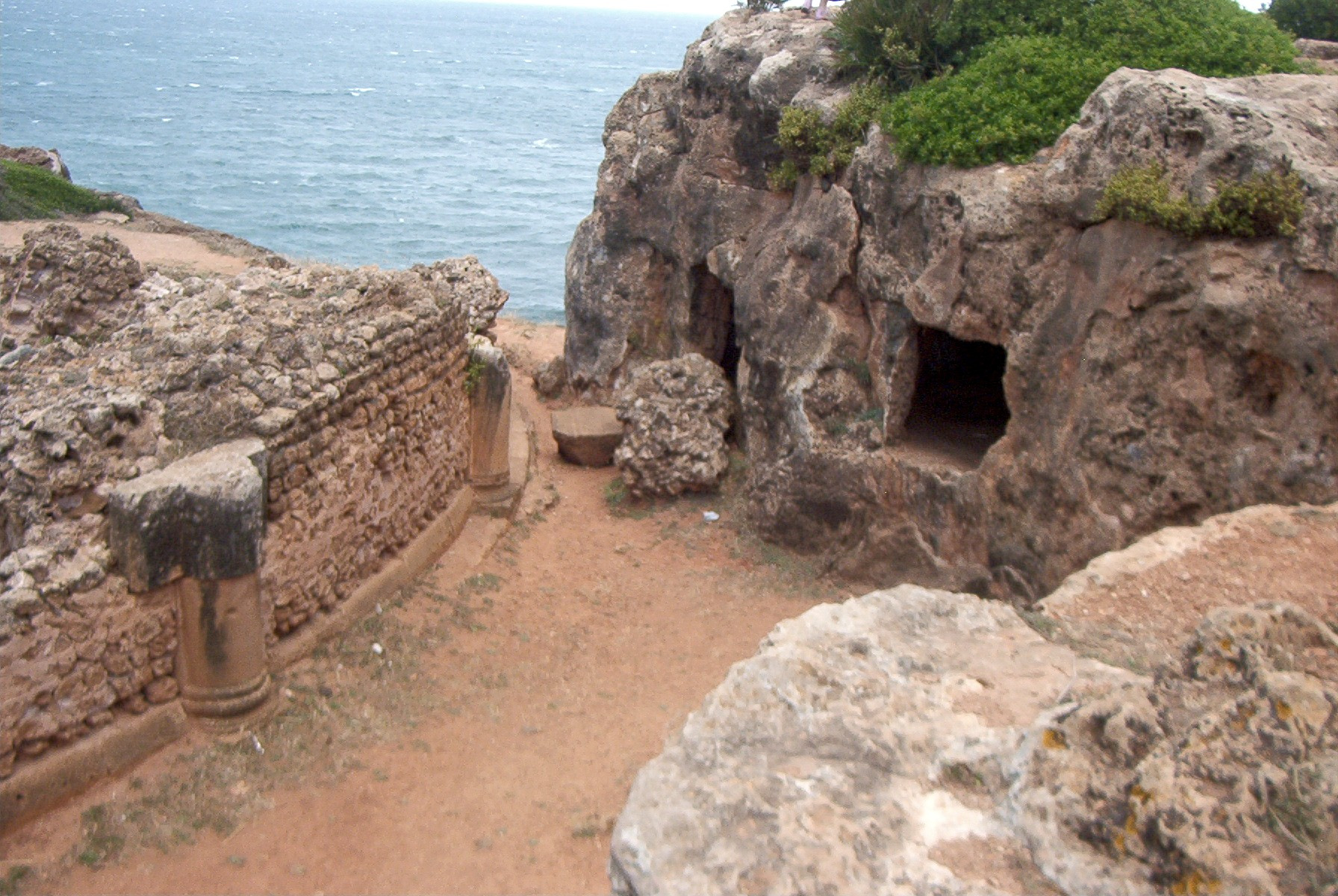
حانوت
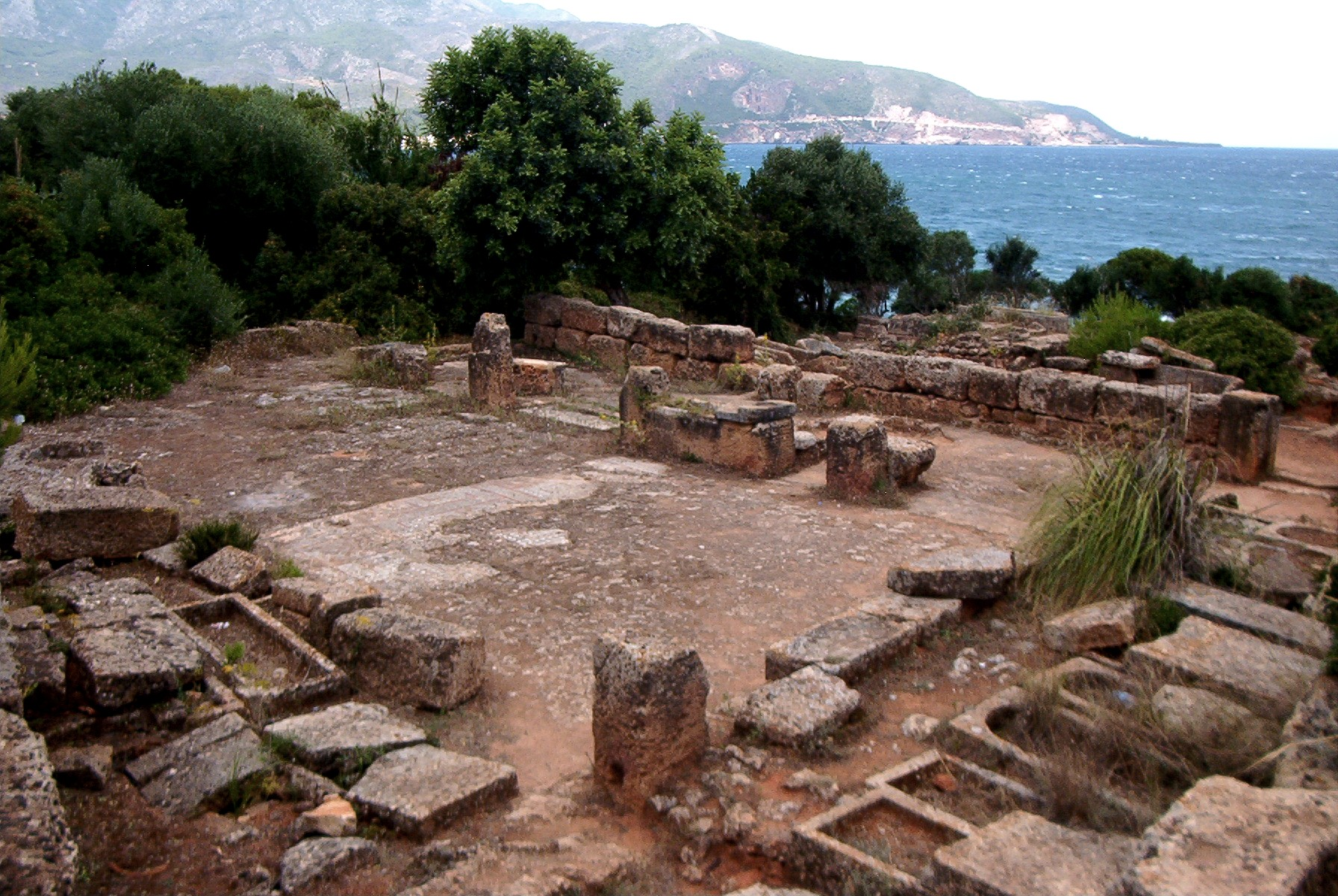

### المسرح

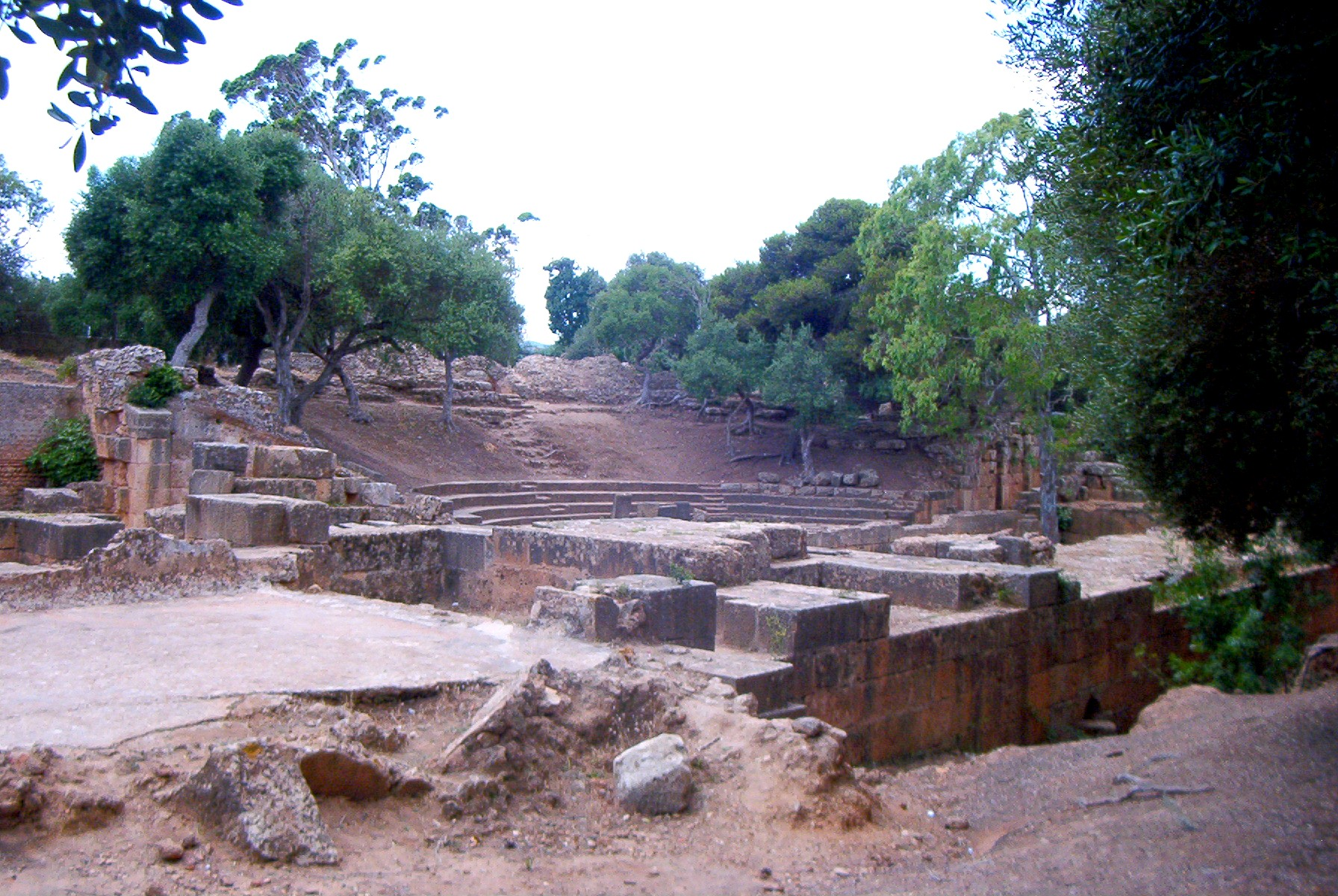
نظرة عامة على المسرح
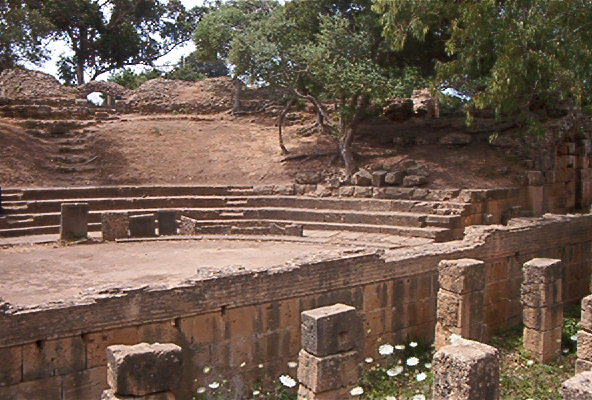
المسرح
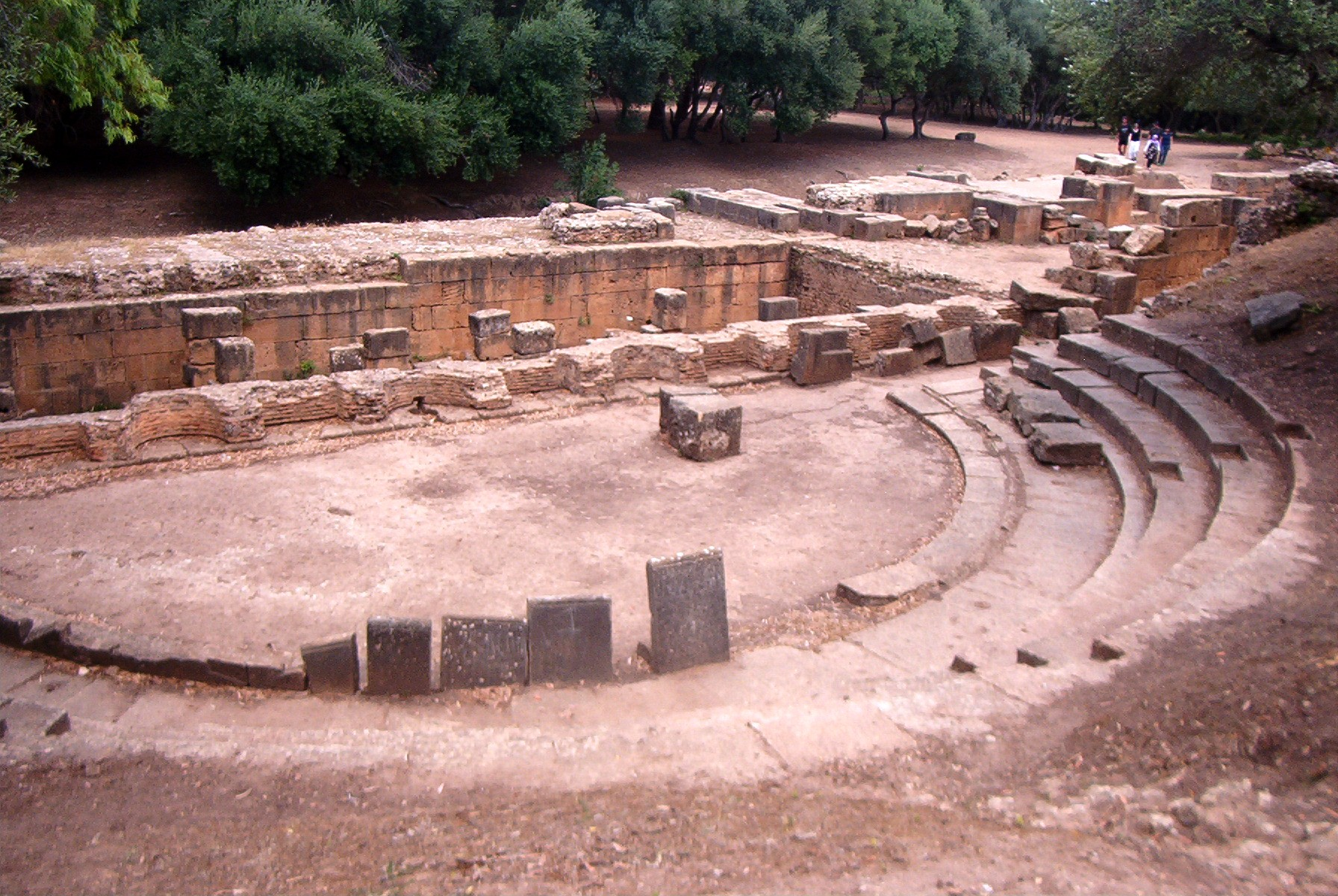
المسرح
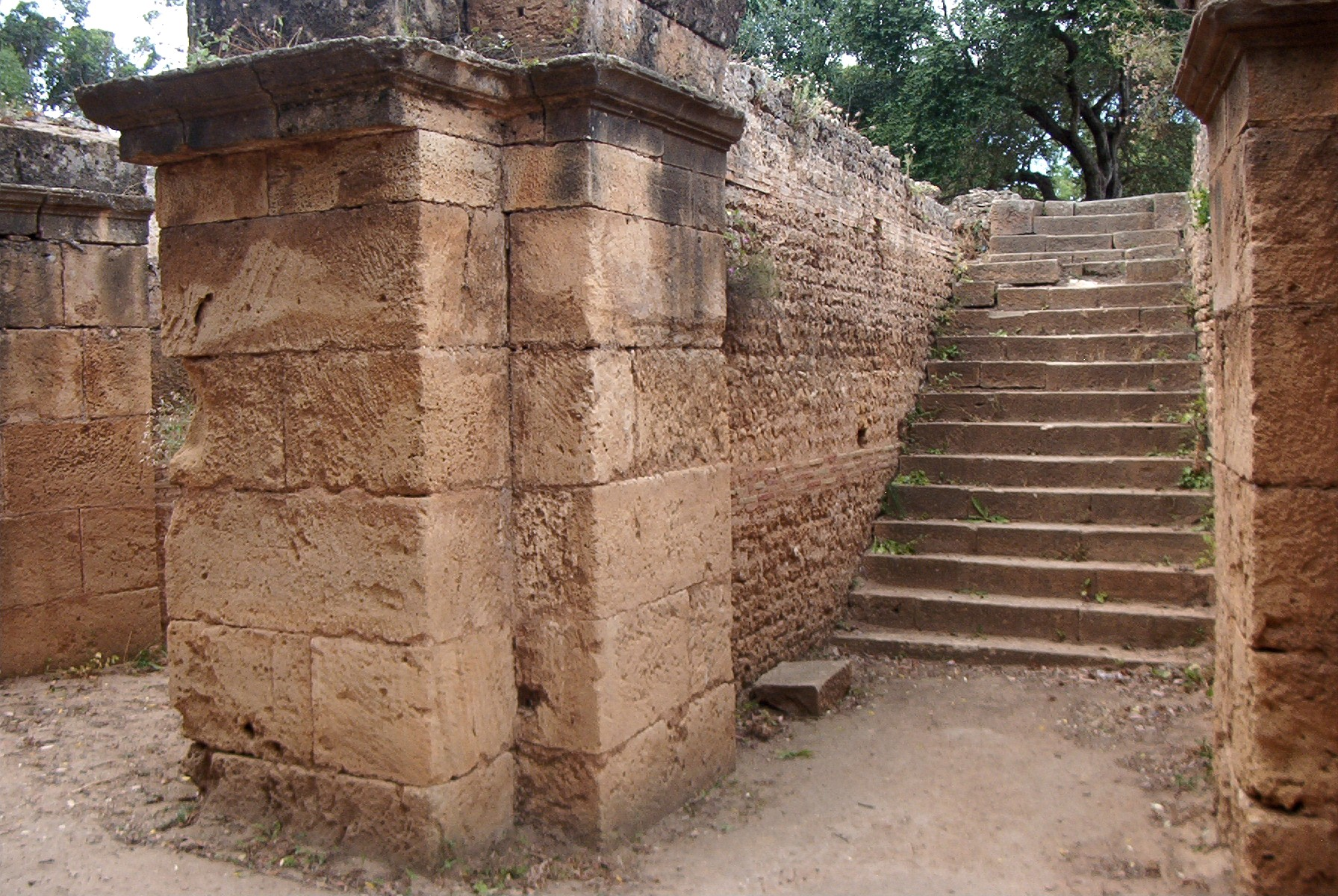
الدرج الوصول والأعمدة وراء المبنى

### النمفيوم

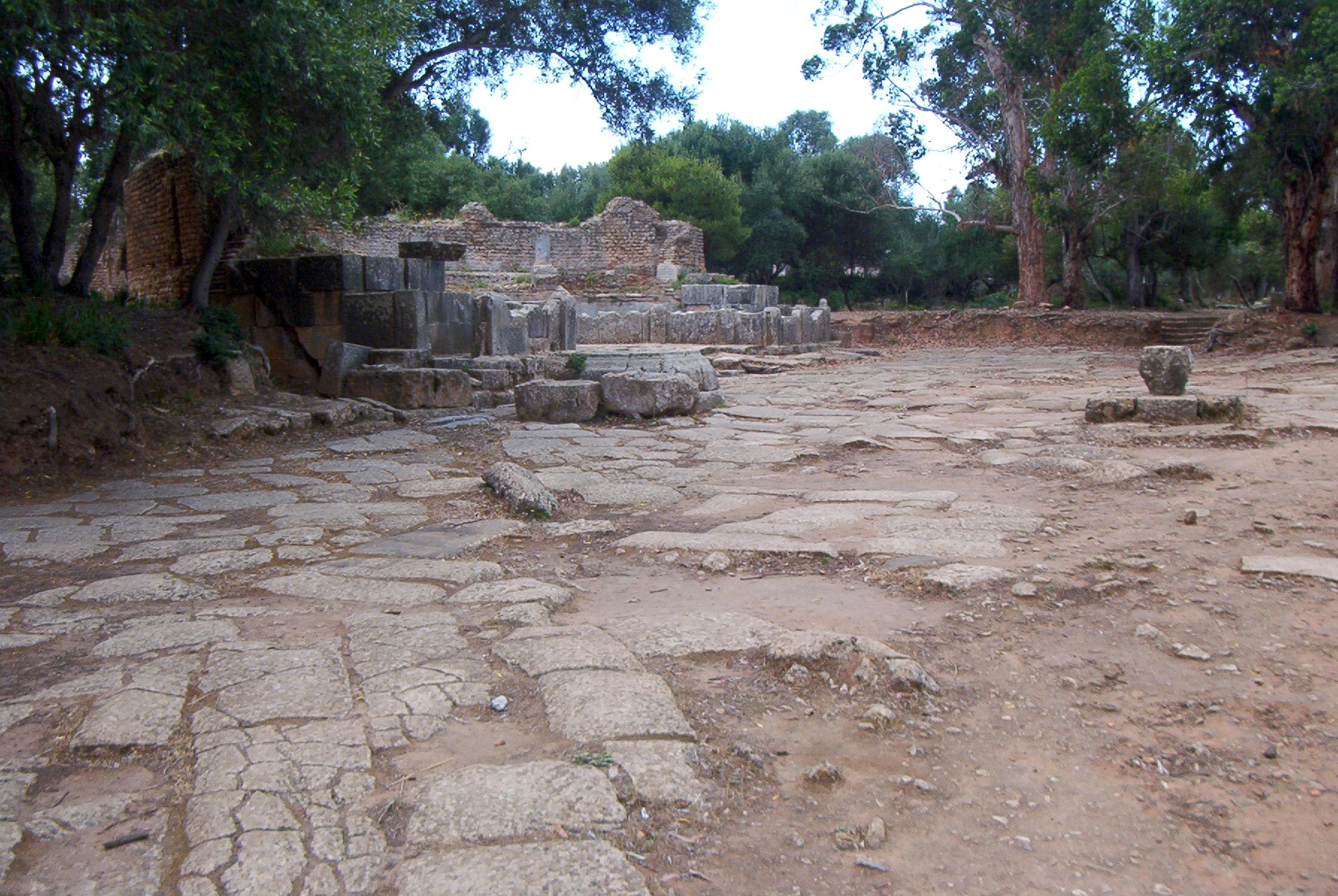
ديكومانوس و نيمفايوم
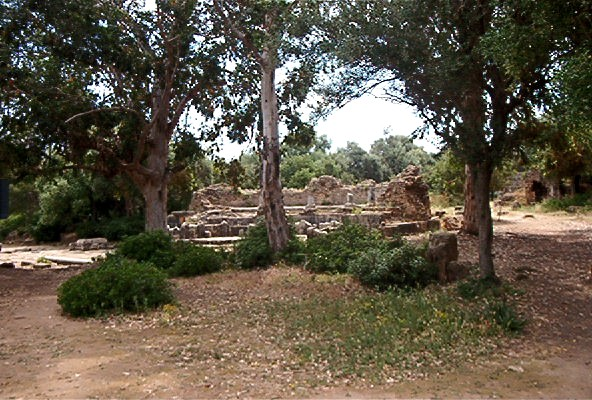
نيمفيوم (1)
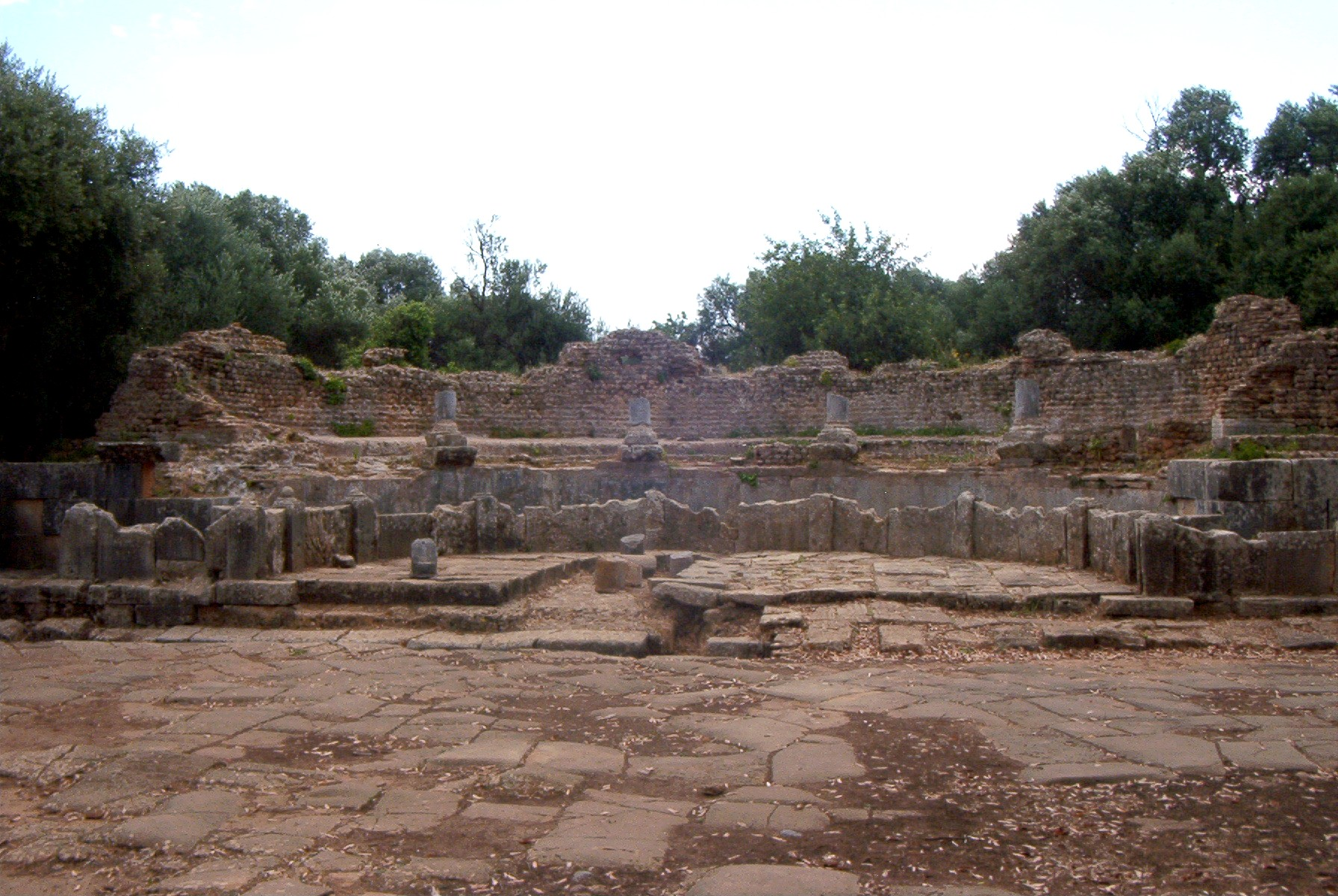
نيمفيوم (2)
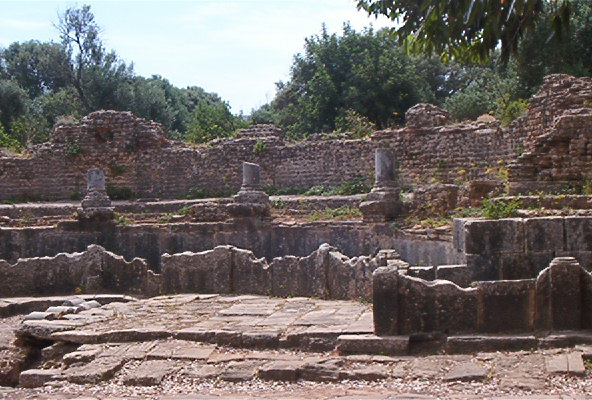
نيمفيوم (3)

## المتحف

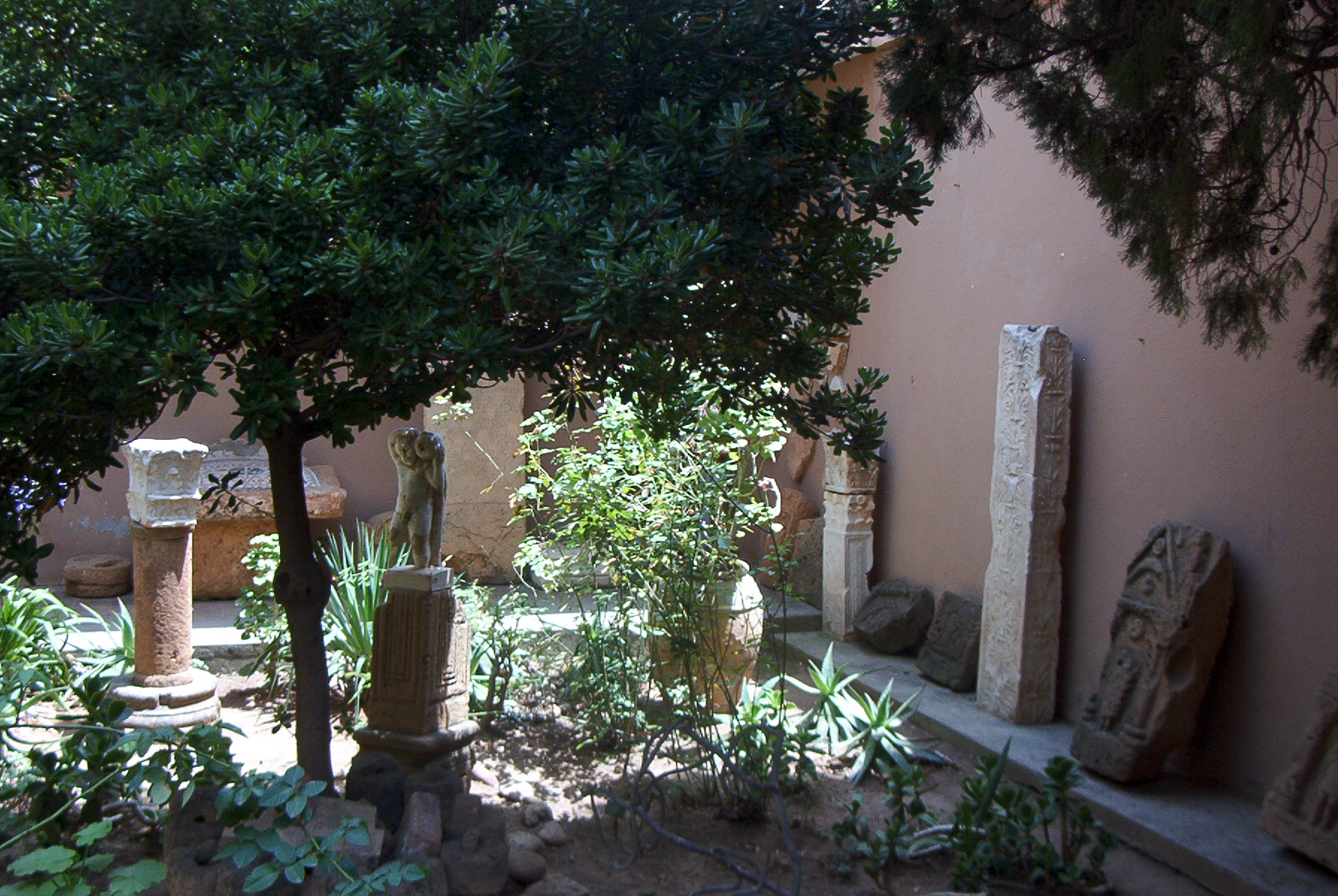
باحة متحف تيبازة
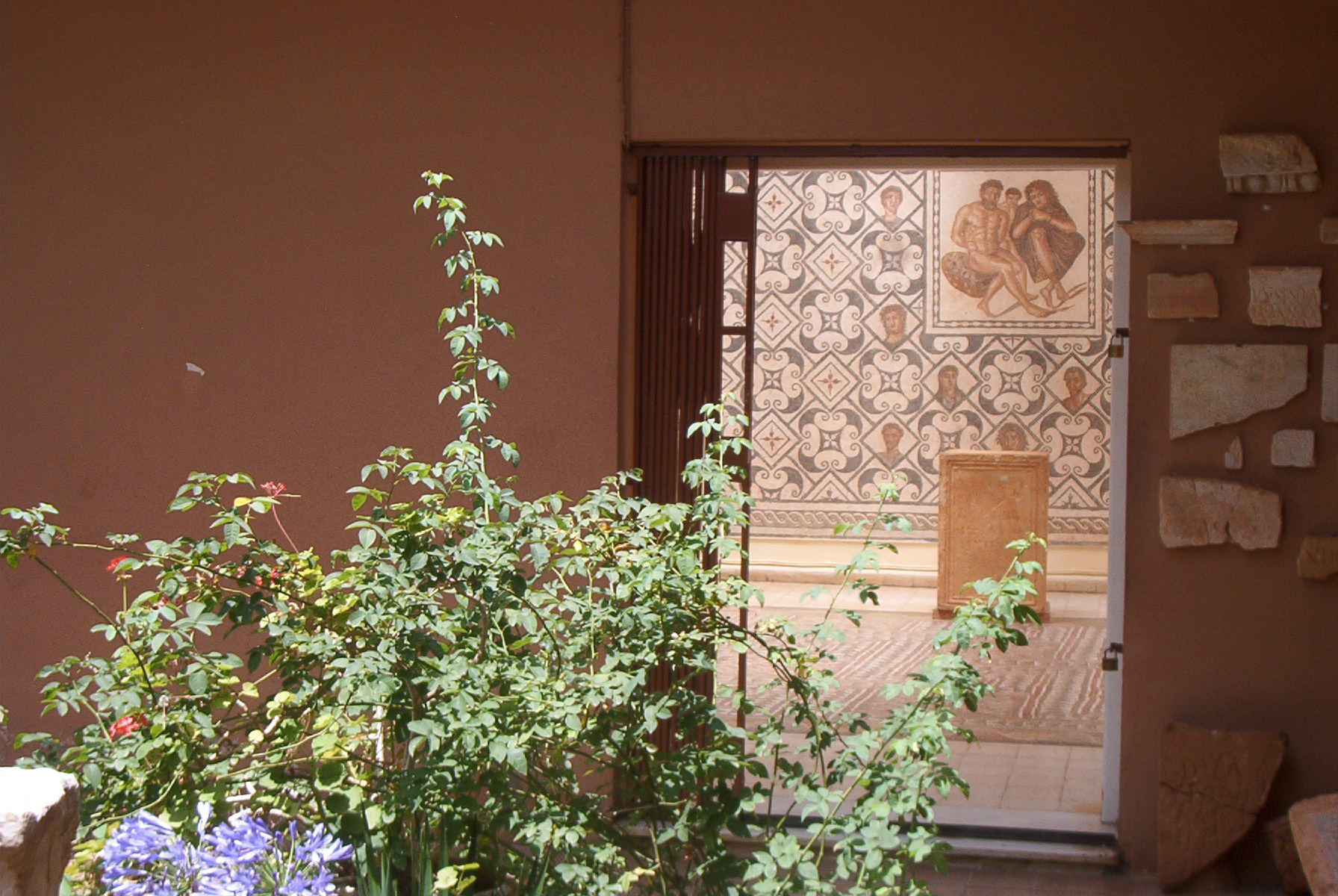
فسيفساء الأسرى على واحدة من جدران غرفة المتخف